# Prezes Kuli Ziemskiej
Prezes Kuli Ziemskiej – drugi studyjny album Krzysztofa "K.A.S.Y." Kasowskiego. Ukazał się nakładem wytwórni BMG Poland 5 lipca 1997.
Album promowały trzy single: Dżu-dżu, Wywiad (Prezes Kuli Ziemskiej) i Być tu i teraz (zaśpiewany z Andrzejem "Piaskiem" Piasecznym). Do tych utworów powstały teledyski.

## Lista utworów
Opracowano na podstawie materiału źródłowego.
1. Wstęp – 0:08
2. Wywiad (Prezes Kuli Ziemskiej) – 3:46
3. Dialog – 0:26
4. Być tu i teraz – 4:08
5. Faja – 0:17
6. Kiedy masz – 3:22
7. P.K.P. – 0:13
8. Powracam – 3:53
9. Dżu-dżu (ragga mix) – 3:49
10. To koniec świata – 4:29
11. Kolorowe gazety – 3:54
12. Auto – 0:14
13. Ratujcie od chama – 3:13
14. Każdy zna – 3:46
15. Telewizja nasza ojczyzna – 3:38
16. Dżu-dżu – 3:40
17. Bryzol wołowy – 1:01

Łączny czas: 43:57

## Twórcy
- Krzysztof Kasowski – śpiew i teksty (wszystkie utwory), muzyka (utwory 1, 3, 5-10, 12, 14 i 16), aranżacje
- Jacek Kochan – inżynier i realizacja (utwór 16)
- Mieczysław Felecki – inżynier i realizacja (utwory 1-15 i 17), aranżacje, wokal wspierający
- Jacek Gawłowski – mastering
- Izabela Janicka-Jończyk – wokal wspierający
- Piotr Garlicki (Goldfinger Ltd.) – projekt okładki